# Yi jiu si er
Pour plus de détails, voir Fiche technique et Distribution.
Yi jiu si er (chinois : 一九四二 ; pinyin : yī jiǔ sì èr ; litt. « 1942 ») est un drame historique chinois de Feng Xiaogang sorti en 2012.
Il est sélectionné pour représenter la Chine aux Oscars du cinéma 2014 dans la catégorie meilleur film en langue étrangère.

## Synopsis
En 1942, en Chine durant la guerre, un journaliste américain et un prêtre catholique sont témoins de la famine au Henan.

## Fiche technique
- Titre : Yi jiu si er
- Titre original : 一九四二, yī jiǔ sì èr
- Réalisation : Feng Xiaogang
- Scénario : Liu Zhenyun d'après son roman
- Direction artistique :
- Décors :
- Costumes : Timmy Yip
- Montage :
- Musique : Zhao Jiping
- Photographie : Lu Yue
- Son :
- Production : Chen Kuo-fu, Wang Zhongjun et Wang Zhonglei
- Sociétés de production : Huayi Brothers
- Sociétés de distribution :
- Pays d’origine :  Chine
- Budget :
- Langue :
- Durée :
- Format : Couleurs - 35 mm - 2.35:1 -  Son Dolby numérique
- Genre : Drame historique
- Dates de sortie
  -  Italie : novembre 2012 (festival international du film de Rome 2013)
  -  Hong Kong : 29 novembre 2012

## Distribution
- Adrien Brody : Theodore H. White
- Tim Robbins : le père Megan
- Zhang Guoli (en) : Master Fan
- Chen Daoming : Chiang Kai-shek
- Li Xuejian (en) : Li Peiji
- Zhang Hanyu : Brother Sim
- Fan Wei (en) : Ma
- Feng Yuanzheng : Xialu
- Xu Fan : Huazhi
- Yao Jingyi : Lingdang
- Peng Jiale : Liubao
- Ke Lan : Soong May-ling
- Zhang Guoqiang (en) : Dong Yingbin
- Yu Zhen : Jiang Dingwen
- Zhang Chenguang : Zhang Lisheng
- Lin Yongjian : County Magistrate Yue
- Duan Yihong : Chen Bulei
- Peter Noel Duhamel : Joseph Stilwell
- James A. Beattle : Clarence E. Gauss (en)
- Luo Yang : Soong Ching-ling
- Qiao Zhenyu (en) : Secretary Han
- Li Xiaozhou : Sun Ciwei

## Distinctions

### Récompenses
- Festival international du film de Rome 2013[2] : 
  - A.I.C. Award de la meilleure photographie
  - Golden Butterfly Award
- Hong Kong Film Awards 2013 : meilleur film[3]

### Nominations
- Festival international du film de Palm Springs 2014